# دیمیتری تولستوی
دیمیتری تولستوی (روسی: Дми́трий Андре́евич Толсто́й؛ ۱۳ مارس ۱۸۲۳ – ۷ مهٔ ۱۸۸۹) سیاستمدار، و دولت‌مرد و برندگان جایزه دمیدوف و از اعضای افتخاری آکادمی علوم سن پترزبورگ بود.